# Aeroportul Municipal Terrell
Aeroportul Municipal Terrell (IATA: TRL, ICAO: KTRL, FAA LID: TRL) este un aeroport din Texas, Statele Unite ale Americii.
Situat la o altitudine de 145 m, aeroportul dispune de 1 pistă.

## Infrastructură

### Piste
Aeroportul dispune de o singură pistă. Pista 17/35 are suprafața de asfalt și dimensiunile 5.006 picioare × 75 picioare. 